# تئا گرت
تئا گرت (به انگلیسی: Thea Garrett) (زاده ۱۵ مارس ۱۹۹۲) خواننده مالتی است.
او در مسابقه آواز یوروویژن ۲۰۱۰ نماینده مالت بود.